# 洛布河

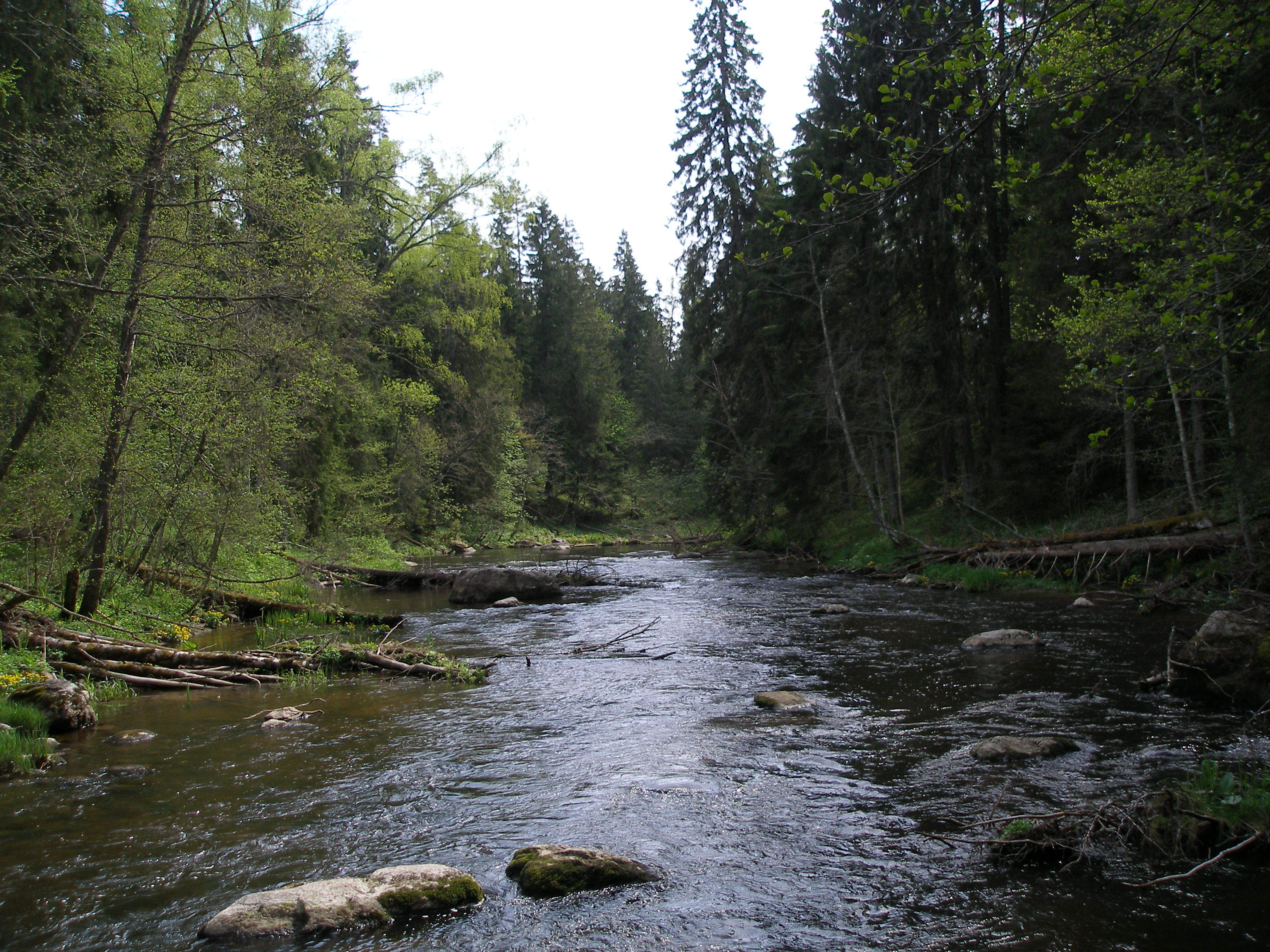
洛布河

洛布河是愛沙尼亞的河流，位於該國中部，發源自西維魯縣的拉克韋雷西南12公里，最終注入芬蘭灣，河道全長62公里，流域面積308平方公里。
59°34′14″N 25°47′49″E / 59.57056°N 25.79694°E